# Barrio Cardenal Santiago Copello
El Barrio Cardenal Santiago Copello (Barrio Parque Almirante Brown Sector B) es un conjunto habitacional junto a la Autopista Dellepiane a la altura de la Avenida Escalada, en el barrio de Villa Lugano, ciudad de Buenos Aires, Argentina.
Forma parte de un grupo de complejos de vivienda construidos por la Comisión Municipal de Vivienda (CMV) de la Municipalidad de la Ciudad de Buenos Aires creada en 1961, proyectado como Barrio Parque Almirante Brown en 1962 y dividido en 5 sectores ordenados de la "A" a la "E". Los distintos sectores se construyeron en etapas, con distintos diseños y bajo distintas gestiones a lo largo de dos décadas. El más antiguo de ellos es el Sector "A", bautizado Barrio J.J. Castro, inaugurado en 1965. En 1969 se terminó el Sector "C" (luego Barrio J.J. Nagera), y los Sectores "B" (Barrio Cardenal Copello) y "E" (Barrio Cardenal Samoré) recién se habilitaron a fines de la década de 1980.
El Barrio Cardenal Copello fue proyectado por los equipos técnicos de la CMV, conformados por arquitectos, ingenieros, urbanistas y técnicos. También participaron diversos colaboradores y asesores. Se inauguró hacia 1984, limitado por la Avenida Dellepiane (norte) y las calles Miralla y Santander.
Brindó 1178 unidades de vivienda a los beneficiarios de la CMV. Los departamentos están distribuidos en edificios de planta baja y 10 o 12 pisos altos, con planta en forma de cruz que forman un entramado, aunque no están conectadas en su interior, tratándose de consorcios independientes. En una planta baja funciona la biblioteca del conjunto "Dr. Julio César Saguier", inaugurada el 13 de febrero de 1987.